# Romillé
Romillé (tiếng Breton: Rovelieg) là một xã của tỉnh Ille-et-Vilaine, thuộc vùng Bretagne, miền tây bắc nước Pháp.

## Dân số
Người dân ở Romillé được gọi là Romilléens.
| Năm    | 1962 | 1968 | 1975 | 1982 | 1990 | 1999 | 2006 |
| ------ | ---- | ---- | ---- | ---- | ---- | ---- | ---- |
| Dân số | 1753 | 1787 | 1743 | 2183 | 2439 | 2688 | 3365 |